# 祝千·阿旺洛藏旦增成来
祝千·阿旺洛藏旦增成来（？—？）民族及籍贯不详，第二世祝千活佛。

## 生平
阿旺洛藏旦增成来是第一世祝千活佛夏来智之后的第二世祝千活佛。其后，为第三世祝千活佛官却嘉措。